# Charlie Parr
Charlie Parr, Austin, Minnesota, 1967  es un músico estadounidense de country blues. Pasó parte de su infancia en Hollandale  antes de empezar su carrera musical en Duluth . Entre sus influencias se incluyen Charlie Patton, Bukka White, Reverend Gary Davis, Dave Van Ronk, Mississippi John Hurt y su autoproclamado "héroe" "Spider" John Koerner. Toca un resonador Mule, una guitarra con resonador National, un banjo abierto sin trastes y una guitarra de doce cuerdas, a menudo al estilo del blues de Piedmont . Está divorciado de Emily Parr, quien ocasionalmente agrega voces a su música y con quien tiene dos hijos.
Su canción "1922" apareció en un anuncio de televisión australiano, neozelandés y holandés para Vodafone . Como consecuencia, su álbum 1922 fue reeditado en Australia por el sello discográfico Level 2 de Melbourne, impulsando una gira por Australia con Paul Kelly en el 2009 . 
Varias de sus canciones aparecieron en la película dramática australiana Red Hill (2010), incluida una interpretación completa de "Just Like Today" en los créditos finales de la película. Su música también ha aparecido como fondo en un comercial de Gerber Gear titulado "Hello Trouble". Incluye la canción "Ain't No Grave Gonna Hold My Body Down".
Parr tocó en Oregon, en 2011 en el Pickathon Music Festival  y en el Willamina's Wildwood MusicFest & Campout de 2012  y ha sido un artista destacado en el Mid West Music Fest. 

## Discografía

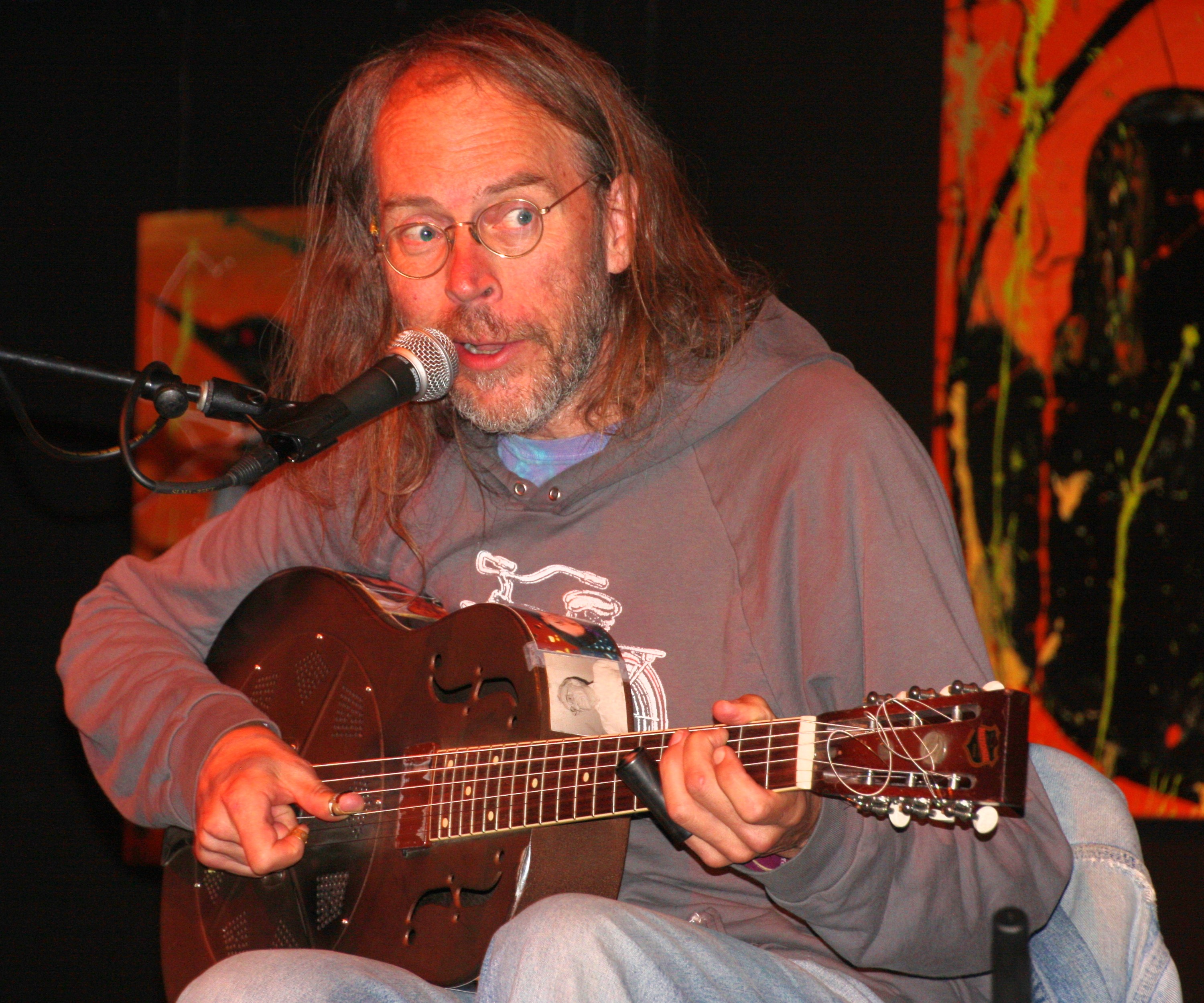
Parr tocando una guitarra de seis cuerdas

### Álbumes
- Criminals & Sinners (2002; dos versiones en CD: Shaky Ray Records SRR027 y Misplaced Music MM104 [relanzamiento en el Reino Unido, prensado de 1000 copias, 2004], ambas versiones agotadas; versión en LP lanzada en septiembre de 2011)
- 1922 (2002; autoeditado; múltiples versiones en CD, todas agotadas: versión original de 2002 en estuche de joya; versión de 2008 en una funda hecha a mano con impresión tipográfica con nuevas ilustraciones en la portada y el CD; versión de 2008 lanzada por el sello australiano Level Two Music, con una portada diferente, tomada prestada de Roustabout, y pistas adicionales de algunos de los otros álbumes de Parr)
- King Earl (2004; CD Misplaced Music MM107, 1000 copias impresas, agotado; reedición en doble LP de 10" por Chaperone Records en 2012 (CRL-004), que venía con una versión del CD)
- Rooster (2005; varias versiones en CD: Little Judges LJ001 (estuche), Eclectone Records ECL012 (digipak); estuche reeditado en 2008, agotado a abril de 2011)
- Backslider (2006; CD autoeditado, álbum en vivo, algunas pistas con Trampled de Turtles, agotado)
- Jubileo (2007; CD, Pequeños jueces)
- Roustabout (2008; CD y LP, Misplaced Music MM113; lanzamiento limitado en vinilo en febrero de 2009 en el Reino Unido (500 copias); agotado)
- When the Devil Goes Blind (2010; CD y LP, Nero's Neptune Records 016, agotado, también en vinilo)
- Mantén tus manos en el arado (2011; House of Mercy Recordings MR026, CD y LP; con Emily Parr, Four Mile Portage y Alan Sparhawk y Mimi Parker de la banda Low )
- Barnswallow (2013; Tin Angel Records; CD y LP TAR034)
- Soñé que vi a Paul Bunyan anoche (2013; LP de Chaperone Records, para acompañar el DVD documental Meeting Charlie Parr, 2013)
- En vivo en Brewhouse (2013, de los shows de Backslider de 2006, con un conjunto de canciones diferente a las publicadas en el CD de Backslider )
- Hollandale (2014; CD de Chaperone Records)
- Stumpjumper (2015; CD de Red House Records)
- Perro (2017; CD/vinilo de Red House Records)
- Charlie Parr (2019; CD/vinilo de Red House Records)
- El último de los mejores días que se avecinan (2021; CD/vinilo de Smithsonian Folkways Recordings) [7]
- Pequeño sol (2024; CD/vinilo de Smithsonian Folkways Recordings) [8]

### DVD
- Meeting Charlie Parr (2013)

### Colaboraciones
- Gloria en la Casa de Reuniones (2010, CD con los Black Twig Pickers como banda de acompañamiento, House of Mercy Recordings MR024)
- EastMont Syrup (2011, Thrill Jockey 268, LP; una cara de Black Twig Pickers con Charlie Parr, la otra cara de Glenn Jones, Even to Win Is to Fail ; lanzamiento regional en el Record Store Day 2011, LP de vinilo de 12", limitado a 1000 copias; las notas del álbum incluyen "Cocinando con Charlie", con "recetas" para preparar estofado, pan y un bocadillo de nueces)

### Álbumes recopilatorios
- Too Much Liquor, Not Enough Gasoline (2009; CD. Independent Records Ireland INDCD80. Recopilatorio en edición limitada con temas de álbumes anteriores. Agotado).
- Vino barato (2011; CD de Tin Angel Records )

### CDs promocionales sencillos
- "Charlie Parr" (2010. Level Two Music. CD australiano de dos pistas que acompaña el lanzamiento de When the Devil Goes Blind . Contiene "I Dreamed I Saw Jesse James Last Night" y "Turpentine Farm". En una funda de cartón.)
- "1922 Blues" (2010. Tin Angel Records. CD promocional de dos temas del Reino Unido. Incluye "1922 Blues" y "God Moves on the Water". En funda de plástico con inserto de papel.)

### Sencillos de 7"
- "Worried Blues" (2008; End of the Road Records EOTR0007. Un sencillo LP de 7" limitado a 500 copias. Incluye "Worried Blues" (de King Earl) y "Write Me a Few Lines" (inédita). [9]
- "Where You Gonna' Be (When the Good Lord Calls You Home?") (2010; Great Pops Supplement GPS59. Un sencillo LP de 7" limitado a 400 copias. Canción principal de Glory in the Meeting House, lado B inédito tradicional titulado "Step Back Cindy". Lanzamiento de la gira por el Reino Unido en otoño de 2010 con The Black Twin Pickers).

### Contribuciones a otras compilaciones

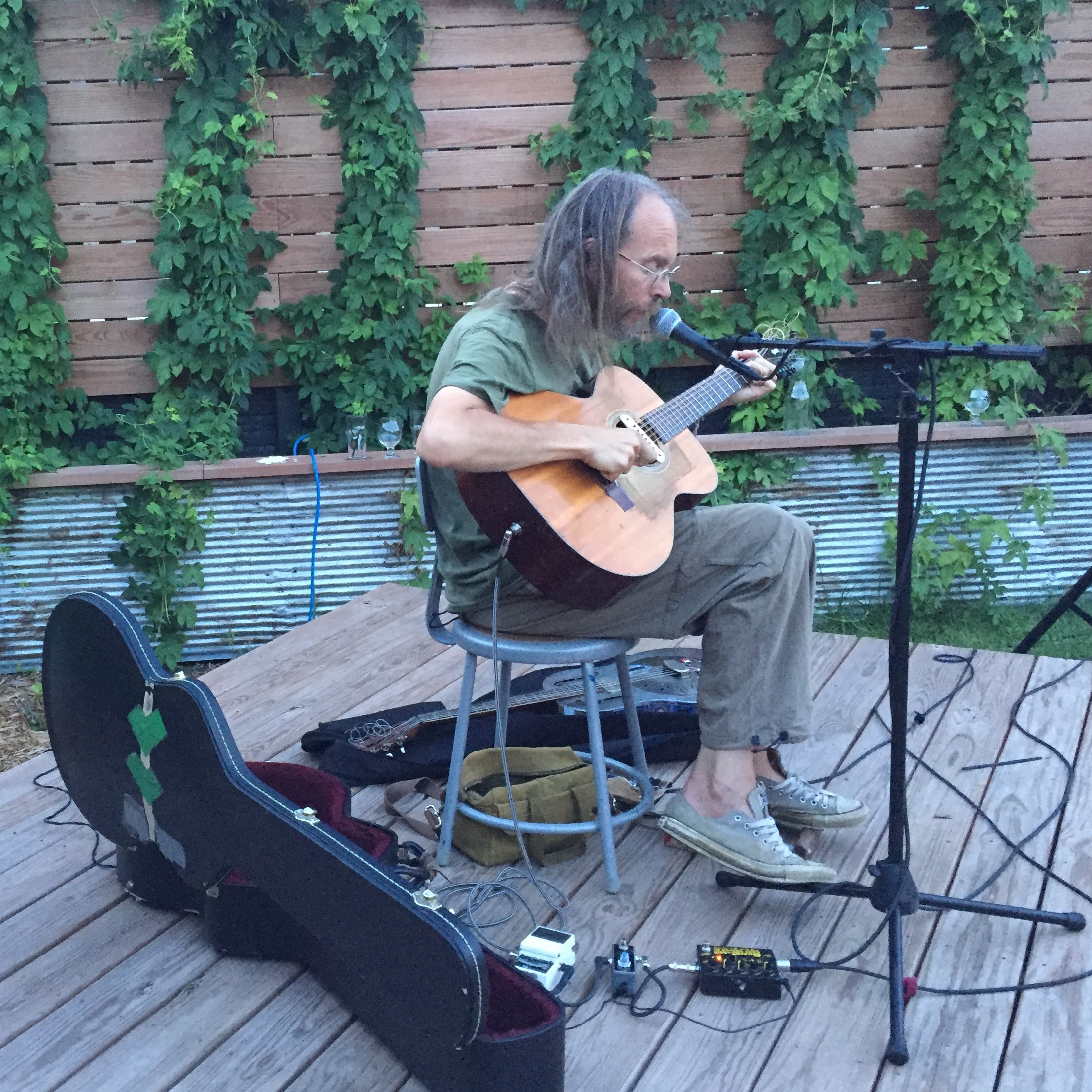
Parr en el 2016 tocando una guitarra de 12 cuerdas.

- Iron Country (2003; Spinout Records SOR104. Parr tocó en la pista 3: "Right Between the Eyes")
- Mascotas extraviadas (2004; Misplaced Music MM105. Parr tocó en la pista 22: "Roses While I'm Living")
- Keepsake Volume 2: Covers (2005; Keepsake Records KR14. Limitado a 100 copias numeradas a mano con embalaje cosido a mano. Parr tocó en la pista 5: "Pretty Polly" (de Doc Boggs). Agotado)
- Concert For Kateri (2006. Edición limitada a 100 CD-R numerados a mano; EP de 4 pistas. De un evento benéfico en el Cedar Cultural Center de Minneapolis, Minnesota, en homenaje a las mujeres indígenas estadounidenses en recuperación. Parr tocó en la pista 4: "Green Rocky Road". Agotado)
- ¿Quién mató a Cock Robin? (2005. Banda sonora de ¿Quién mató a Cock Robin? ). Parr, quien también actuó en la película, tocó en las pistas 2 ("Who Killed Cock Robin?") y 15 ("1917"; del álbum King Earl ). Agotado)
- Duluth Does Dylan Revisited (2006; Spinout Records SOR116. Parr tocó en la pista 1: "Blind Willie McTell"). [10]
- Treasure Chest (2007; álbum benéfico para Pearl Swanson. Parr tocó en la pista 1: "Green Rocky Road".)
- Rough Trade Shops: Singer Songwriter 1 (2006; Mute Records CDStumm273. Conjunto de dos discos. Parr tocó en la pista 13 del disco 2: "To a Scrapyard Bustop" (del álbum 1922 ).
- The Lot: Echolocations Disc 6.1 (2008). Este fue el último de los discos recopilatorios de suscripción exclusiva prensados por EchoLocations (anteriormente InRadio) antes de que la empresa cerrara. Parr tocó en la pista 8: "Coffee's Gone Cold" (del álbum Jubilee ). También agotado)
- Piensa en voz alta: La música al servicio de las personas sin hogar en las Ciudades Gemelas . (2010. Ezekiel Records. Parr proporcionó la instrumentación y posiblemente los coros en dos pistas).
- Old Stage Tapes (2010. Old Stage presenta. Dos temas en vivo de Parr. Temas 1 ("Wild Bill Jones" ) y 13 ("Vino barato"). Grabado en vivo entre abril y octubre de 2006 en el Turf Club de St. Paul, Minnesota.
- Local Current Volume 1 (2011. 89.3 The Current. Presenta artistas de Minnesota. Parr tocó en la pista 12: "Where You Gonna Be (When the Good Lord Calls You Home?)").